# Actina chalybea
Actina chalybea es una especie de mosca del género Actina, de la familia Dolichopodidae, orden Diptera. Fue descrita por Meigen en 1804.
Los ejemplares adultos miden aproximadamente 7,5-8,5 mm (0,30-0,33 pulgadas) de longitud. Se distribuye por Europa: Francia, Austria, Alemania, Rusia, Hungría, Ucrania, Hungría, Italia, Polonia, Chequia, España y Suiza.